# الثعلب (كوكبة)
برج الثعلب (بالإنجليزية: The Fox)‏؛ وباللاتينية: Vulpecula.

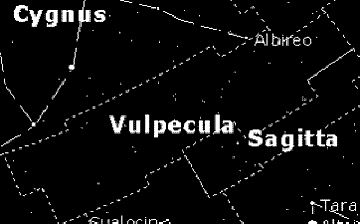
الصورة تمثل المجموعة النجمية: الثعلب.

من أبراج نصف الكرة الأرضية الشمالي، وأفضل الأوقات لرؤيته هو شهر أيلول.
ومن أهم التجمعات النجمية في برج الثعلب: NGC 6802, NGC 6823, NGC 6830
وأما السدم: M27, NGC 6853
ومن أهم نجوم البرج: ألفا الثعلب (نجم أنسير).